# بركان كليفلاند ألاسكا

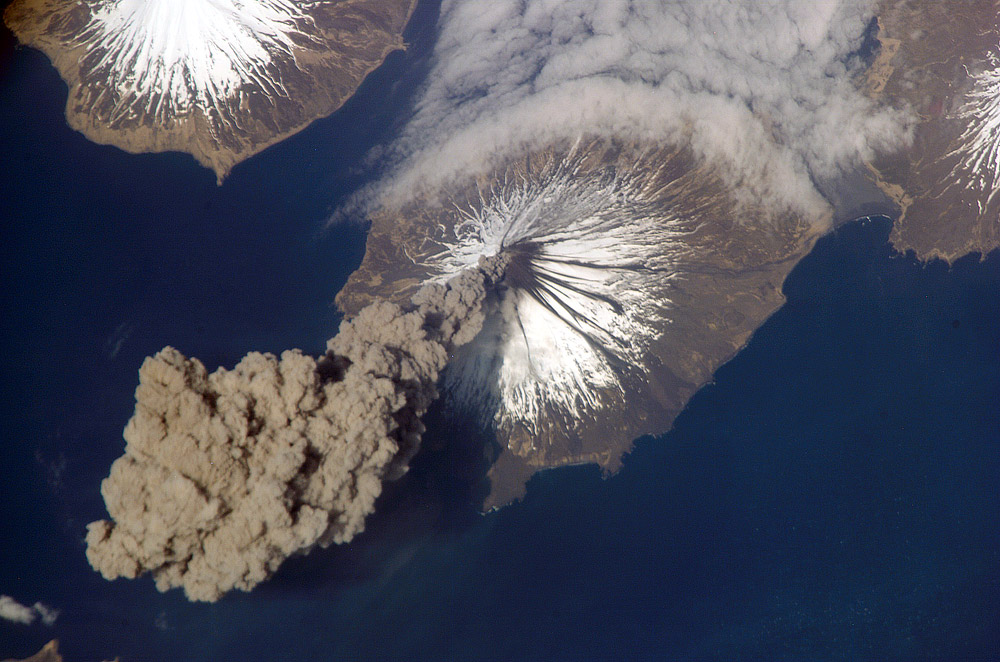

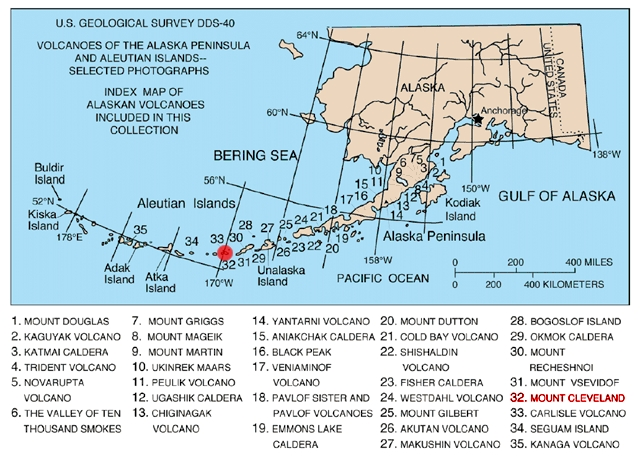
موقع بركان كليفلاند.

بركان كليفلاند بأحد جزر ألاسكا (بالإنجليزية: Cleveland Volcano ) وهو بركان طبقي نشيط . وكان لهذا البركان نشاط كبير خلال المئتي سنة الماضية وكانت آخر ثورة له في 2 يناير 2009 لمدة قصيرة وصعدت منه أبخرة وغازات وصل ارتفاعها إلى نحو 7 كيلومترات انتشرت وتفرقت فوق الجزء الشمالي من المحيط الهادي . يبلغ ارتفاع بركان كليفلاند نحو 1730 متر، وتأتي الماجما التي تغذي هذا البركان من صفيحة المحيط الهادي التكتونية التي تسحف تحت الصفيحة التكتونية لشمال أمريكا.

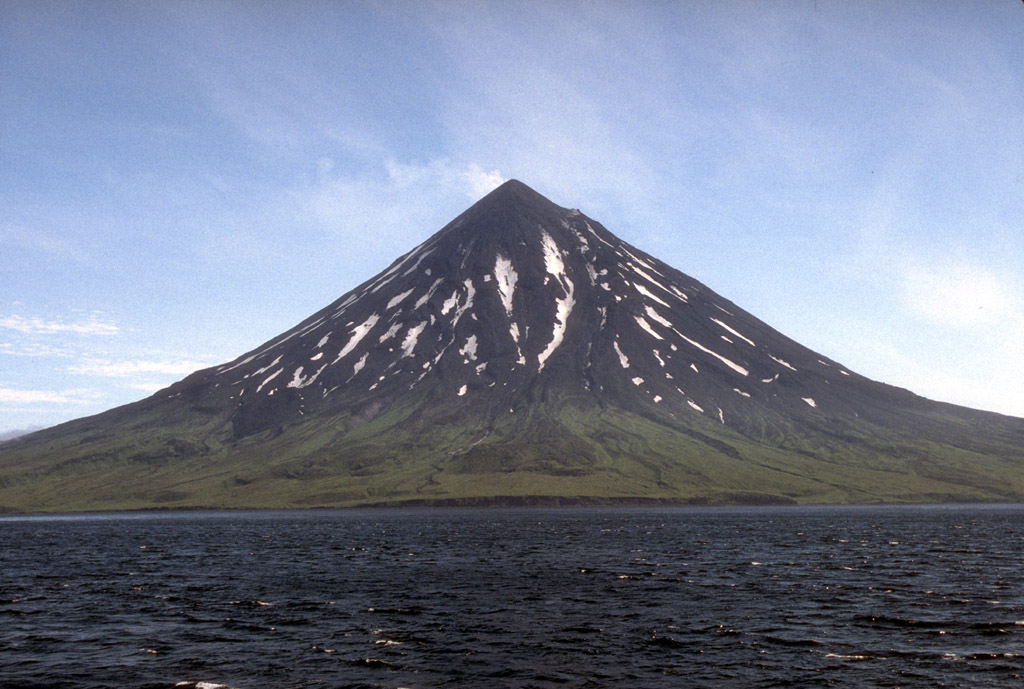
كليفلاند عام 1994

## اقرأ أيضا
- مونا كيا
- مونا لوا
- بركان هيكلا
- انفجار بركاني
- انبثاق بركاني
- بركان طبقي
- بركان درعي
- بركان تصدعي
- صهارة
- لوافظ آيسلندا